# Anna Jacobapolder
Anna Jacobapolder is een klein dorp in de gemeente Tholen, in de Nederlandse provincie Zeeland. Het dorp heeft 395 inwoners (2012) en ligt op het schiereiland Sint Philipsland.
In 1847 werd op initiatief van Willem Frederik del Campo een polder met een oppervlakte van 869 hectare aan Sint Philipsland gehecht. Del Campo vernoemde de polder naar zijn vrouw. Aan een van de wegen aan de polder ontstond de kern Anna Jacobapolder, die in het begin Aan de Noordweg werd genoemd. Het gebied behoorde in eerste instantie tot de gemeente Bruinisse en werd in 1858 bij de gemeente Sint Philipsland gevoegd.

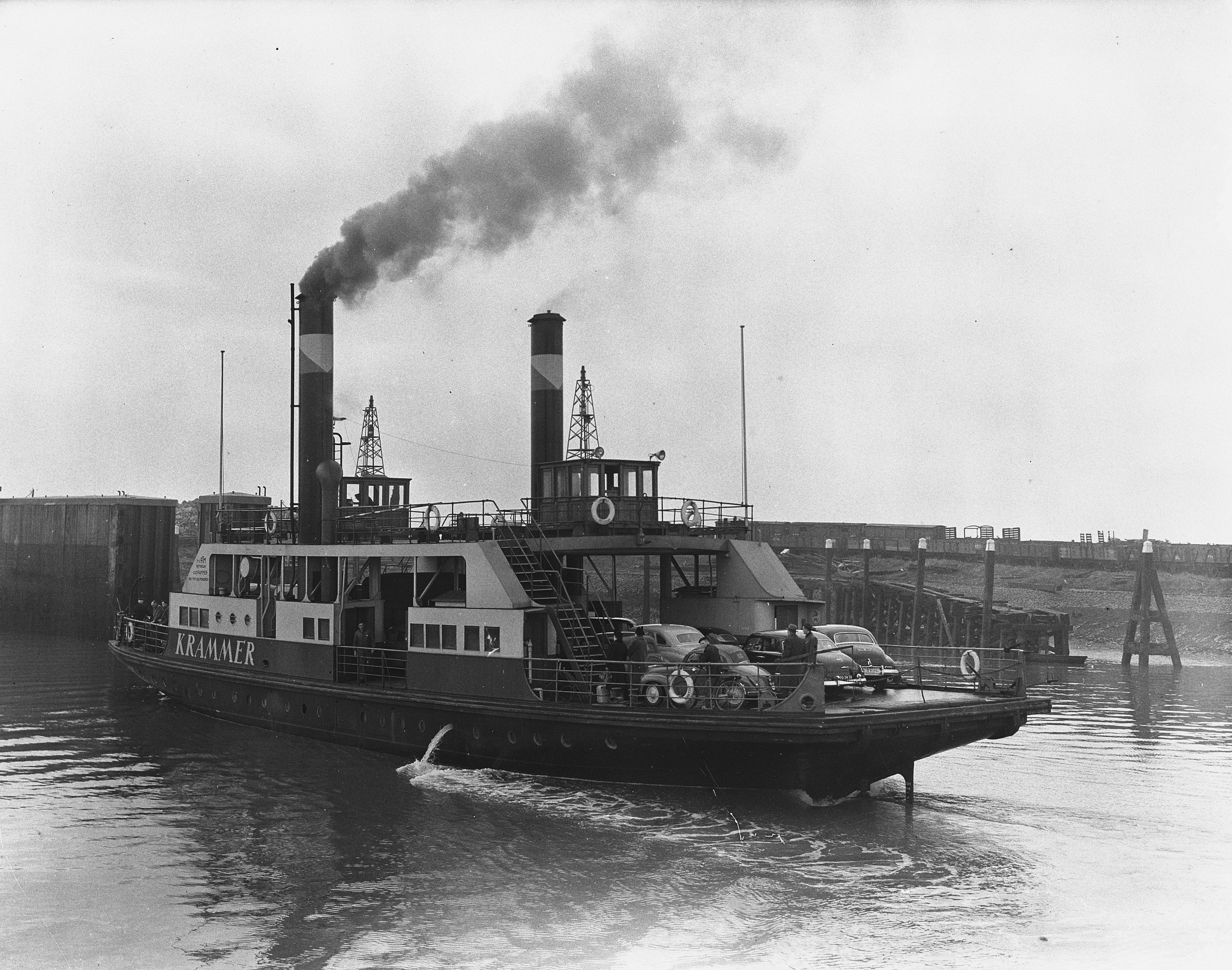
Veerboot in 1954

Op 6 juli 1988 ging het veer Anna Jacobapolder–Zijpe over het Zijpe tussen de buurtschap De Sluis en de buurtschap Zijpe op Schouwen-Duiveland na 88 jaar uit de vaart. Door de aanleg van de Philipsdam was het veer overbodig geworden. Daarmee verdween een vaste gast uit de verkeersmededelingen: bij de minste of geringste vorm van mist ging het veer buiten dienst.

## Bezienswaardigheden
- De voormalige gereformeerde kerk (Langeweg 40) is een kleine zaalkerk uit 1895 met spitsboogvensters in de voorgevel.
- In 1959 naar ontwerp van G. Steen en G. Tuinhof tot stand gekomen is de gereformeerde kerk (Langeweg 49). Deze moderne zaalkerk met zadeldak heeft een vrijstaande - boven het ingangsportaal geplaatste - klokkentoren.
- De voormalige openbare lagere school (Langeweg 23), een drieklassige school in neoclassicistische vormen, werd in 1861 gebouwd door J. Elenbaas op initiatief van W.F. del Campo. In 1984 is het pand verbouwd tot drie woningen (Langeweg 23D, 23E en 23F).[2]
- De christelijke basisschool CBS Het Kompas bevindt zich op Steintjeskreek 2.
- De Zeeuwse Eendenkooi is een kreek met oevers die ooit deel uitmaakte van het grote stroomgebied de Oosterschelde.

## Externe link

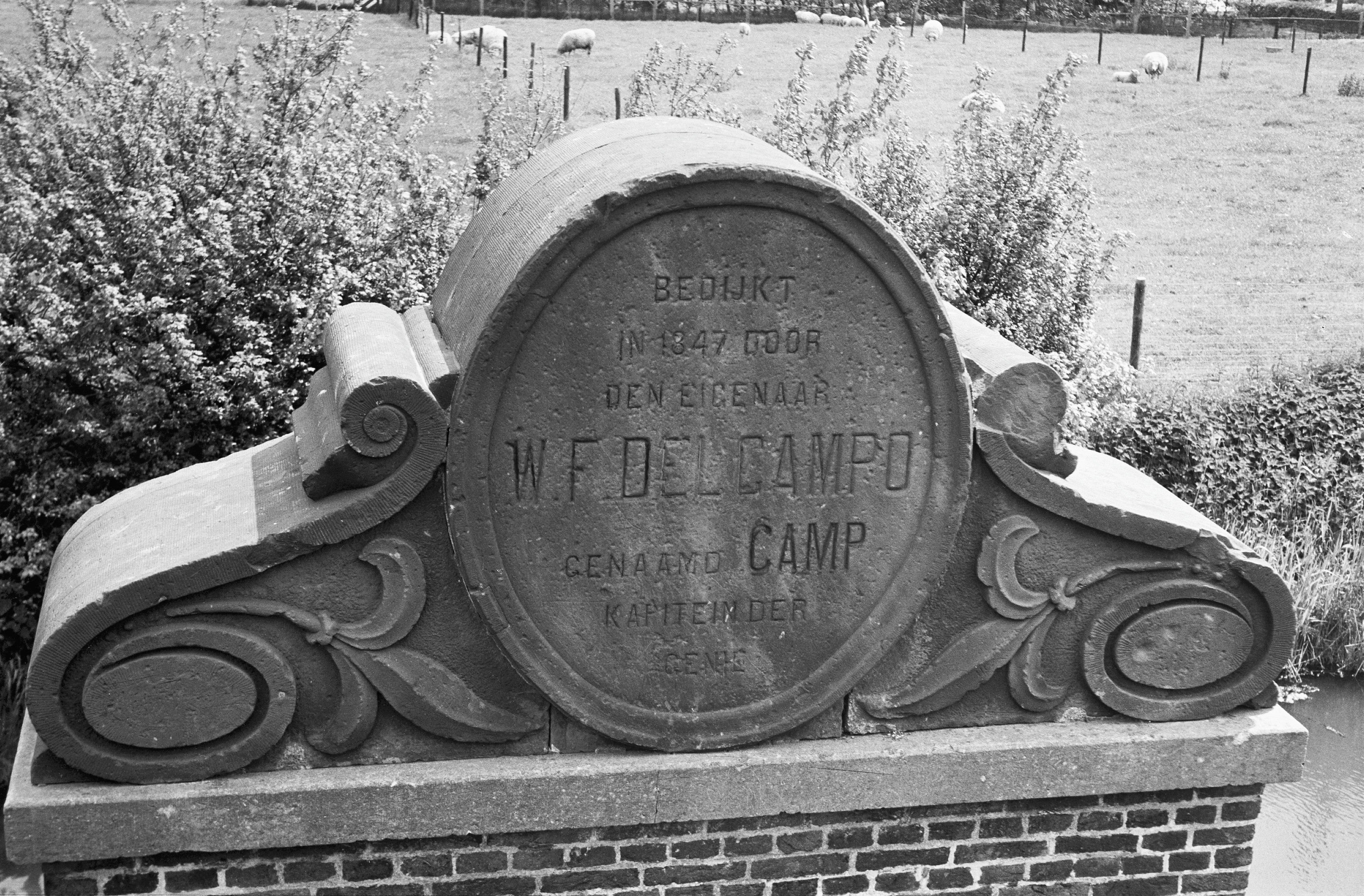
monument Anna Jacobapolder